# Heartland-Virus
Das Heartland-Virus (englisch Heartland virus, HRTV; Spezies Bandavirus heartlandense, früher Heartland bandavirus oder Heartland banyangvirus) ist eine Art behüllter RNA-Viren. Zusammen mit der Spezies Dabie-Bandavirus (wiss. Bandavirus dabieense, früher Huaiyangshan banyangvirus, mit Subspezies SFTS-Virus und Bhanja-Virus) wird es in die neu eingerichteten Gattung Bandavirus (früher Banyangvirus) der Familie Phenuiviridae aus der Ordnung Bunyavirales gestellt. Nach einem inzwischen veralteten früheren Vorschlag wurde das Heartland-Virus zusammen mit dem SFTS-Virus in einer gemeinsamen Spezies Tick-borne phlebovirus in der Gattung Phlebovirus derselben Familie Phenuiviridae angesiedelt. Das International Committee on Taxonomy of Viruses (ICTV) hat inzwischen das Heartland-Virus und das SFTS-Virus in eine eigene Gattung Bandavirus gestellt mit der wissenschaftlichen bezeichnung Bandavirus heartlandense respektive Bandavirus dabieense.
Das Heartland-Virus ist ein durch Zecken übertragenes Arbovirus.

## Eigenschaften
Das Heartland-Virus wurde 2009 im nordwestlichen Missouri von Scott Folk am Heartland Regional Medical Center in St. Joseph, Missouri, erstmals entdeckt und beschrieben. Die bei zwei Bauern im Juni 2009 festgestellten Symptome waren Fieber, Müdigkeit, Durchfall und Mangel an weißen Blutkörperchen (Leukopenie) und Blutplättchen (Thrombopenie). Zuerst wurde Ehrlichia chaffeensis als Symptomverursacher verdächtigt, eine Behandlung mit Doxycyclin schlug jedoch nicht an und Ehrlichien konnten nicht nachgewiesen werden. Die Suche nach einem Virus war dann erfolgreich.
Bei einer Untersuchung des CDC von 56.000 vor Ort gesammelten Zecken wurde das Virus in 10 Exemplaren nachgewiesen. Das in China entdeckte SFTS-Virus (SFTS für englisch severe fever with thrombocytopenia syndrome) aus derselben Familie Phenuiviridae in der Ordnung der Bunyaviren verursacht eine ähnliche Krankheit.